# Dubovac
Koordinati:   42°55′36″N, 17°28′30″E
Dubovac je majhen nenaseljen otoček v Jadranskem morju. Pripada Hrvaški.
Dubovac leži severno od obale srednjega dela polotoka Pelješac, od katere je oddaljen okoli 1 km. Vzhodno od Dubovca ležita otočka Maslinovac in Tajan. Površina otočka Dubovac meri 0,12 km². Dolžina obalnega pasu je 1,31 km. Najvišji vrh je visok 45 mnm.